# Harpinna
Harpinna (grc. Άρπιννα) – nimfa w mitologii greckiej.
Harpinna była córką rzecznego boga Asoposa.
Miała ona siostrę o imieniu Ajgina.
Drzewo genealogiczne Harpinny
| Okeanos  | Okeanos  | Okeanos  | Okeanos  | Okeanos  | Okeanos  |  |  | Tetyda | Tetyda | Tetyda | Tetyda | Tetyda | Tetyda |
| Okeanos  | Okeanos  | Okeanos  | Okeanos  | Okeanos  | Okeanos  |  |  | Tetyda | Tetyda | Tetyda | Tetyda | Tetyda | Tetyda |
|          |          |          |          |          |          |  |  |        |        |        |        |        |        |
|          |          |          |          | Asopos   |          |  |  |        |        |        |        |        |        |
|          |          |          |          |          |          |  |  |        |        |        |        |        |        |
|          |          |          |          |          |          |  |  |        |        |        |        |        |        |
| Harpinna | Harpinna | Harpinna | Harpinna | Harpinna | Harpinna |  |  | Ajgina | Ajgina | Ajgina | Ajgina | Ajgina | Ajgina |

Harpinna weszła w związek miłosny z Aresem. Owocem ich miłości był syn, heros Ojnomaos, który przyszedł na świat w elidzkim mieście Pisa, leżącym niedaleko Olimpii. Założył on później miasto nazwane na cześć swej matki jej imieniem, został też królem Pisy. Byłaby więc przez córkę Ojnomaosa Hippodameję przodkiem Pelopidów. Niekiedy jednak zamiast Harpinna imię jego matki podaje się jako Eurytoe (pozostaje ona córką Asoposa) bądź Sterope (jedna z Plejad).